# Frets on Fire
Frets on Fire è un videogioco musicale open source nel quale i giocatori usano la tastiera del computer per suonare le note musicali che scorrono sullo schermo, al fine di comporre una canzone.
Frets on Fire è stato il vincitore dell'Assembly demo party 2006 game development competition.

## Modalità di gioco

La mascotte del gioco

Il giocatore deve "suonare" la parte musicale della chitarra all'interno di una canzone. Le note appaiono sullo schermo sincronizzate con la canzone, e vengono suonate attraverso la pressione dei tasti corrispondenti (solitamente F1-F2-F3-F4-F5), più un tasto che simula la plettrata (solitamente INVIO o SHIFT), ovviamente rispettando il tempo della canzone.
Il giocatore ottiene punti per ogni nota suonata correttamente. È inoltre previsto un sistema di moltiplicatori che raddoppia, triplica o quadruplica il punteggio assegnato ad ogni nota qualora il giocatore abbia suonato rispettivamente una serie di 10, 20 o 30 note consecutive corrette; il moltiplicatore viene tuttavia azzerato al primo errore.
Le versioni più recenti del gioco hanno apportato diverse migliorie, tra cui una nuova modalità, chiamata HOPO (Hammer on and Pull off), grazie alla quale è possibile effettuare alcuni assoli con la sola pressione dei tasti delle note, senza usare il tasto della plettrata.
I punteggi migliori possono inoltre essere inviati al sito ufficiale delle classifiche mondiali.
La caratteristica che contraddistingue il gioco è il sistema di controllo, che richiede di imbracciare una normale tastiera come se fosse una chitarra, permettendo un notevole livello di giocabilità e immersività anche senza una periferica dedicata.
Con la mano sinistra si premono i tasti che vanno da F1 a F5 e che vengono usati come note, mentre con la destra si preme Invio o Shift, ovvero i tasti che simulano la plettrata.

## Caratteristiche
- 4 Livelli di difficoltà (Supereasy - Semplicissimo, Easy - Facile, Medium - Difficile, e Amazing - Esperto).
- Un livello tutorial, che guida passo per passo al gioco.
- Un editor intero, per creare nuove canzoni, o personalizzarne di esistenti.
- 3 Canzoni standard (altre sono disponibili per lo scaricamento sul sito ufficiale).
- Supporto per i controller Guitar Hero.
- Possibilità di importare canzoni da Guitar Hero o Guitar Hero II.
- Supporta il servizio di messaggistica istantanea Xfire.

## Mod e fork
Frets on Fire permette, in quanto software open source, di creare versioni modificate del gioco. La mod più popolare è la RF-MOD, ora giunta alla versione 4.15 e disponibile sia per Windows che per Linux. La RF-MOD è completamente indipendente dal gioco originale, quindi può essere utilizzata senza che sia installata nel proprio pc una versione di Frets On Fire. L'autore della RF-MOD, Rogue_f, è diventato attualmente lo sviluppatore e manutentore ufficiale sia del gioco che della World Charts, ed ha affermato che in futuro tutte le caratteristiche della sua mod saranno incluse in Frets On Fire; di conseguenza Frets On Fire e RF-MOD confluiranno in un unico progetto.
Esiste anche il fork Frets on Fire X, abbreviato in FoFiX, che aggiunge nuove funzionalità al gioco originale.
Il porting per il sistema operativo Android è stato chiamato Taps of Fire, e da esso è nato un fork dal nome Fire Taps.

## Eventuali problemi
- Alcuni antivirus identificano erroneamente Frets On Fire come un virus di tipo W32.Rajump[9], a causa dell'utilizzo, da parte di entrambi i software, del modulo  py2exe per la creazione di file eseguibili a partire da codice sorgente scritto nel linguaggio Python. Si tratta in ogni caso di un falso positivo.
- Le ultime versioni del gioco (1.2.512 e 1.3.110) sono affette da gravi bug e può risultare difficile o impossibile utilizzarle; una pratica soluzione è scaricare una versione precedente, come la 1.2.451.[10]